# Moto Club Sitges
El Moto Club Sitges és una entitat esportiva catalana dedicada al motociclisme que fou fundada a Sitges, Garraf el 1953. Presidit per Josep Ferret de Querol, les primeres competicions que organitzà el club foren algunes curses a l'autòdrom de Terramar i el Ral·li d'Andorra (1958). Durant la dècada de 1970 organitzà competicions d'enduro, de velocitat i de trial. Entre 1981 i 1983 col·laborà amb el Reial Moto Club de Catalunya en l'organització de proves del Campionat d'Europa d'enduro. Actualment, organitza una de les proves del Campionat d'Espanya d'enduro i organitza els Tres Dies de Resistència Vila de Sitges, prova puntuable per al Campionat de Catalunya.
Entre els membres destacats de l'entitat hi ha els pilots d'enduro Felip Beltran i Joan Massó, i els de velocitat Artur Duch, Salva Ferran, Ignasi Bernat i Xavi Ferrer. Un dels seus dirigents, Genís Mataró, feu una important tasca de divulgació del motociclisme i de promoció de joves pilots.